# Пёпперле, Томаш
То́маш Пёпперле (чеш. Tomáš Pöpperle; 10 октября 1984, Броумов) — чешский хоккеист, вратарь. Воспитанник пражской «Спарты». В настоящее время выступает за немецкий клуб «Фиштаун Пингвинз».

## Карьера
Томаш Пёпперле является воспитанником пражской «Спарты». В этом клубе он провёл наибольшее количество сезонов своей карьеры. Играл за разных клубы в КХЛ, АХЛ, имеет небольшой опыт игры в НХЛ (2 матча за «Коламбус Блю Джекетс» в 2007 году). В составе сборной Чехии становился серебряным призёром чемпионата мира 2006 года (в качестве запасного, 3-го вратаря). Начиная с сезона 2017/18 играет в Германии за «Фиштаун Пингвинз» из города Бремерхафен.

## Статистика выступлений
Обновлено на конец сезона 2020/2021
Всего за карьеру провёл 772 игры (Экстралига — 366 игр, Немецкая лига — 180, КХЛ — 87, АХЛ — 66, первая чешская лига — 25, Лига чемпионов — 18, Европейский трофей — 15, сборная Чехии — 7, Кубок Шпенглера — 6, вторая чешская лига — 2).

## Достижения

### Командные
- Серебряный призёр чемпионата мира 2006 (запасной вратарь)
- Чемпион Германии 2006 («Айсберен»)
- Серебряный призёр Чешской экстралиги 2016
- Бронзовый призёр Чешской экстралиги 2004, 2009 и 2014
- Финалист Лиги Чемпионов 2017

### Личные
- Признан лучшим новичком Чешской экстралиги: 2005
- Лучший вратарь Экстралиги по коэффициенту надёжности 2005 (1.58 гола за игру), 2010 (2.20), 2012 (2.02), 2014 (1.61)
- Лучший вратарь Экстралиги по проценту отбитых бросков 2005 (94.9%), 2012 (93.5)
- Лучший вратарь Экстралиги по количеству "сухих" матчей 2012 (5 игр на ноль), 2011 (11)
- Лучший вратарь Экстралиги по количеству побед 2012 (30 побед ) и 2014 (30)